# Келльмюнц
Келльмюнц (нім. Kellmünz) — громада в Німеччині, знаходиться в землі Баварія. Підпорядковується адміністративному округу Швабія. Входить до складу району Ной-Ульм. Складова частина об'єднання громад Альтенштадт.
Площа — 8,52 км2. Населення становить 1455 ос. (станом на 31 грудня 2020).